# Noailhac (Corrèze)
Noailhac è un comune francese di 359 abitanti situato nel dipartimento della Corrèze nella regione della Nuova Aquitania.

## Storia
Il borgo, inclusivo di un piccolo castello e di una chiesa, apparteneva ai La Chassagne, che lo vendettero ai Visconti di Turenna nel XIII secolo. Nell'ambito della viscontea, la parrocchia fu quindi annessa alla castellania di Collonges-la-Rouge e il visconte affidò il paese alla famiglia d'Astorg. Per effetto di matrimonio esso passò in seguito ai Noailles, che nel 1738, grazie allo smantellamento della viscontea di Turenna, lo acquisirono e lo annetterono al proprio ducato.

## Società

### Evoluzione demografica
Abitanti censiti